# Környezetvédelmi világnap

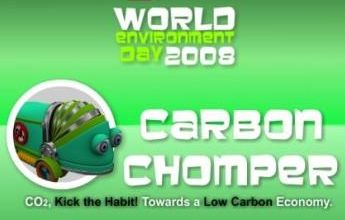
A környezetvédelmi világnap 2008-as plakátja

1972. június 5-től 16-ig tartották Stockholmban az ENSZ első, „Ember és bioszféra” címet viselő környezetvédelmi világkonferenciáját. A világszervezet közgyűlése a konferencia javaslatára még abban az évben határozatában nemzetközi környezetvédelmi világnappá nyilvánította a tanácskozás kezdőnapját, június 5-ét. A világnap központi rendezvényeit minden évben más országban és témában tartják.

## Céljai
A környezetvédelmi világnap célja széles körben felhívni a figyelmet a környezetszennyezés következményeire, elősegíteni az együtt gondolkodást és a közös cselekvést, terjeszteni a fenntartható fejlődés eszméjét. Ehhez kapcsolódó fő konkrét célkitűzések:
- energiatakarékosság, a helyi erőforrások minél szélesebb körű felhasználása
- a megújuló természeti források hasznosítása
- a szemét- és hulladékképződés csökkentése
- a környezetszennyezés megelőzése.

## Rendezvények
Az ENSZ közgyűlése a világnapot megalapító 1972-es határozatában sürgette a kormányokat és egyéb szervezeteket, hogy az alkalomhoz kapcsolódva egyrészt a helyi körülményekhez igazodó, nemzeti szintű eseményekkel, másrészt világméretű rendezvényekkel adjanak hangsúlyt a környezeti kérdésnek, segítsék elő a rögzített célok megvalósulását. Ezért egyrészt minden évben más ország ad otthont a világnaphoz kapcsolódó hivatalos konferenciáknak, de számos egyéb helyi vagy regionális aktivitás is kötődik ehhez a naphoz.

### Hivatalos tematikus programok
- 2017:  Kanada - Mottó: Én a természettel vagyok[2][3]
- 2016:  Angola - Mottó: Vadulj be az életért! Zéró tolerancia az illegális vadállat-kereskedelemmel szemben[4][5]
- 2015:  Olaszország - Mottó: Hétmilliárd álom. Egy bolygó. Fogyassz körültekintően!
- 2014:  Barbados - Mottó: A hangodat emeld fel, ne a tengerszintet!
- 2013:  Mongólia - Mottó: Gondolkodj. Egyél. Takarékoskodj.
- 2012:  Brazília - Mottó: Zöld gazdaság: Te is a része vagy?[6]
- 2011:  India - Mottó: Az erdők: a természet a szolgálatunkra áll[7]
- 2010:  Ruanda - Mottó: Sok faj, egy bolygó, egy jövő[8]
- 2009:  Mexikó - Mottó: Bolygódnak szüksége van rád[9]
- 2008:  Új-Zéland - Mottó: Törj ki a megszokásból! Az alacsony szén-alapú gazdaság felé
- 2007:  Norvégia - Mottó: Olvadó jég – egy forró téma?
- 2006:  Algéria -  Mottó: Sivatagok és elsivatagosodás
- 2005:  Amerikai Egyesült Államok
- 2004:  Spanyolország
- 2003:  Libanon
- 2002:  Kína
- 2001:  Olaszország és  Kuba
- 2000:  Ausztrália
- 1999:  Japán
- 1998:  Oroszország
- 1997:  Dél-Korea
- 1996:  Törökország
- 1995:  Dél-afrikai Köztársaság
- 1994:  Egyesült Királyság
- 1993:  Kína
- 1992:  Brazília
- 1991:  Svédország
- 1990:  Mexikó
- 1989:  Belgium
- 1988:  Thaiföld
- 1987:  Kenya
- 1986:
- 1985:
- 1984:
- 1983:
- 1982:
- 1981:
- 1980:
- 1979:
- 1978:
- 1977:
- 1976:
- 1975:
- 1974:

### A világnapokhoz kapcsolódó egyéb események
2009-ben ezen a napon mutatták be az azóta nagy sikerűvé vált Otthonunk című francia dokumentumfilmet, 2011-ben pedig Az Élet hívó szava című dokumentumfilmet, mely a biodiverzitás csökkenésére hívja fel a figyelmet.
A világnap kapcsán világszerte környezetvédelmi programokat, figyelemfelhívó akciókat szerveznek. Magyarországon elismerések és díjak is kiosztásra kerülnek (Környezetünkért Díj, Környezetünkért Emlékplakett, Miniszteri Elismerő Oklevél, Zöld Toll díj).

## Külső hivatkozások
- Környezetvédelmi világnap az ENSZ hivatalos oldalán Archiválva 2008. június 11-i dátummal a Wayback Machine-ben
- jelesnapok.oszk.hu
- sulinet.hu
- Környezetvédelmi világnap a sulihalo.hu oldalán